# Drapetsona
Drapetsona (in greco Δραπετσώνα?) è un ex comune della Grecia nella periferia dell'Attica (unità periferica del Pireo) con 12.944 abitanti secondo i dati del censimento 2001.
È stato soppresso a seguito della riforma amministrativa, detta Programma Callicrate, in vigore dal gennaio 2011 ed è ora compreso nel comune di Keratsini-Drapetsona.